# Regina Michalke
Regina Michalke ist eine deutsche Strafverteidigerin und Autorin. Sie ist Partnerin der Anwaltssozietät Hamm | Kempf & Partner.

## Leben
Regina Michalke wurde in Frankfurt am Main geboren. Sie ist verheiratet mit dem Strafverteidiger und Fachautor  Rainer Hamm. Seit 1980 ist sie als Rechtsanwältin und vorzugsweise als Strafverteidigerin tätig. Sie ist Fachanwältin für Strafrecht; ihr Tätigkeitsfeld umfasst das Wirtschaftsstrafrecht, Korruptionsstrafrecht (auch im internationalen Kontext), Umweltstrafrecht, Arzt- und Medizinstrafrecht, Arzneimittelstrafrecht und Revisionsrecht. Im Jahr 2000 promovierte sie mit der Dissertation zum Thema „Verwaltungsrecht im Umweltstrafrecht“ an der Johann-Wolfgang-Goethe-Universität bei dem Strafrechtslehrer und früheren Vizepräsidenten des Bundesverfassungsgerichts Winfried Hassemer. 

## Öffentliche Tätigkeiten
Michalke war von 1995 bis 2009 Vorsitzende des Vereins Deutsche Strafverteidiger. Sie ist Vizepräsidentin der Rechtsanwaltskammer Frankfurt am Main. Im Deutschen AnwaltVerein gehört sie dem Ausschuss Recht der inneren Sicherheit an. Ferner ist sie Mitglied des Ausschusses Menschenrechte und des Ausschusses Geldwäsche bei der Bundesrechtsanwaltskammer. Sie war über viele Jahre Dozentin an der Westfälischen Wilhelms-Universität Münster  im Studiengang „Mergers & Acquisitions“.

## Publikationen (Auswahl)
- Umweltstrafsachen, neu bearbeitete (3.) Auflage, 2022, ISBN 978-3-8114-3944-3
- Geschichte des Deutsche Strafverteidiger e.V. – Rückblick auf 40 Jahre. Baden-Baden 2014, ISBN 978-3-8487-0974-8
- Beiträge „Beweisanträge“, „Berufung“, „Sonstige Rechtsbehelfe“, „Umweltstrafsachen“, in: Beck´schen Formularbuch für den Strafverteidiger (Hrsg.: R. Hamm und K. Leipold), 6. Aufl., München 2018, ISBN 978-3-406-68451-7
- Regina Michalke, (Hrsg. mit W. Köberer, J. Pauly, S. Kirsch), Festschrift für Rainer Hamm, Berlin 2008, ISBN 978-3-89949-435-8
- Regina Michalke, (Hrsg. mit W. Hassemer, S. Kirsch, W. Köberer, J. Pauly), Rainer Hamm – Kleine Schriften, Baden-Baden 2013, ISBN 978-3-8487-0391-3
- Regina Michalke, (Hrsg. mit R. Hamm, W. Köberer, G. Sarstedt), Werner Sarstedt: Rechtsstaat als Aufgabe. Ausgewählte Schriften und Vorträge 1952 bis 1985, Berlin/New York 1987, ISBN 978-3-11-219084-5